# Biografielijst Ap

## Ape
- Apelles (4e eeuw v.Chr.), Grieks schilder
- Lander Aperribay (1982), Spaans wielrenner

## Apf
- Iris Apfel (1921-2024), Amerikaans zakenvrouw en mode-icoon

## Apg
- Kristina Apgar (1985), Amerikaans actrice

## Aph
- Aphex Twin (1971), Brits popmusicus

## Api
- Bruno Apitz (1900-1979), Duits schrijver

## Apk
- Iveta Apkalna (1976), Lets pianiste en organiste

## Apo
- Guillaume Apollinaire (1880-1918), Frans schrijver
- Apollinarius van Laodicea (ca.310-392), Syrisch theoloog en bisschop
- Apollodorus van Damascus (ca.50-ca.130), Grieks architect
- Leo Apostel (1925-1995), Vlaams filosoof en systeemdenker
- Cecilio Apostol (1877-1938), Filipijns dichter
- Thanasis Apostolou (1946), Grieks-Nederlands theoloog en politicus
- Haijo Apotheker (1950), Nederlands politicus

## App

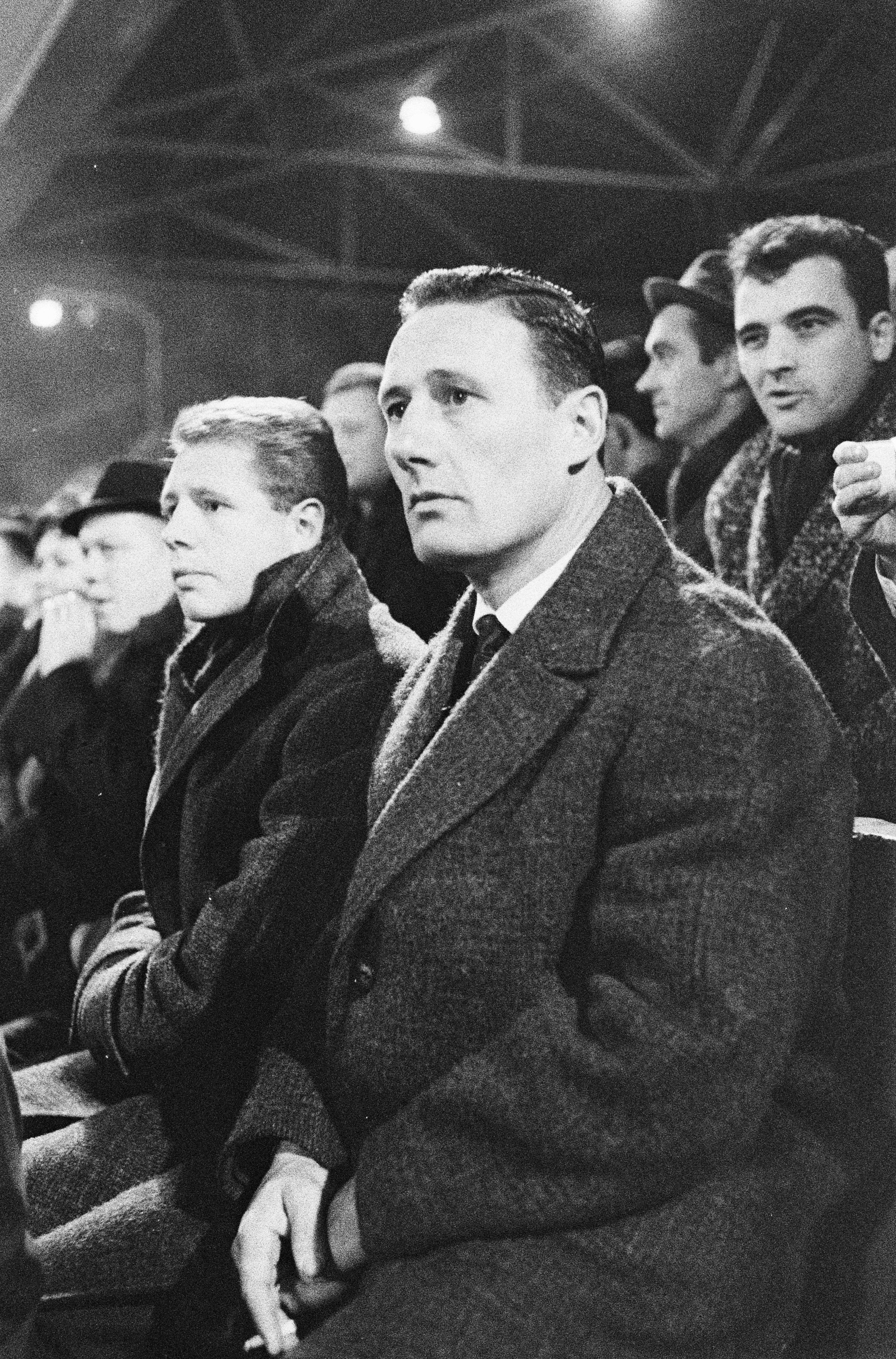
Bram Appel

- Bram Appel (1921-1997), Nederlands voetballer en voetbaltrainer
- Karel Appel (1921-2006), Nederlands kunstschilder en beeldhouwer
- Maritje Appel (1947), Nederlands politica
- Tessa Appeldoorn (1973), Nederlands roeister
- Aharon Appelfeld (1932-2018), Israëlisch schrijver
- Jean Henry Appelius (1767-1828), Nederlands politicus
- Gerard Appelmans (ca.1250-ca.1325), Brabants mysticus
- Pieter Appelmans (1373-1434), Belgisch architect
- Sabine Appelmans (1972), Belgisch tennisster
- Jeroen Appeltans (1990), Belgisch voetballer
- Laurens Appeltans (1944), Belgisch politicus
- Urbain Appeltans (?), Belgisch televisieregisseur
- Pol Appeltants (1922-2001), Belgisch voetballer
- Bert Appermont (1973), Vlaams arrangeur, componist, dirigent en muziekpedagoog
- Andrea Appiani (1754-1817), Italiaans schilder
- Zach Apple (1997), Amerikaans zwemmer
- Kim Appleby (1961), Brits popzangeres
- Christina Applegate (1971), Amerikaans actrice
- Royce D. Applegate (1939-2003), Amerikaans acteur en scenarioschrijver
- Sir Edward Victor Appleton (1892-1965), Brits natuurkundige

## Apr
- Lusapho April (1982), Zuid-Afrikaans atleet
- Alice Aprot (1994), Keniaans atlete

## Apt
- Jerome Apt (1949), Amerikaans ruimtevaarder
- Charlie Aptroot (1950), Nederlands politicus